# Segunda escuela de Silesia
La Segunda escuela de Silesia es un grupo de autores del Barroco literario alemán que agrupa a los poetas Christian Hofmann von Hofmannswaldau (1617-79) y Daniel Casper von Lohenstein (1635-83), Klei y el novelista Hans Jakob Christoffel, más conocido por su pseudónimo de Grimmelshausen.
Su nombre ha sido debatido; por ejemplo, L. V. Pumpianski prefiere denominarla "Marinismo alemán" y otras la consideran sencillamente una manifestación de "Preciosismo". Se distinguen de la Primera escuela de Silesia acaudillada por Martin Opitz en seguir los modelos italianos más que los franceses, y en concreto el Conceptismo en la versión del poeta Giambattista Marino, conocida como Marinismo; por eso los clasicistas posteriores les atacarán por sus conceptos hinchados, su falta de buen gusto y por exagerar la expresión hasta lo increíble.
- Datos: Q233422